# Rosa giraldii
Espèce
Classification phylogénétique
Rosa giraldii est une espèce de plantes à fleurs de la famille des Rosaceae. C'est un rosier classé dans la section des Cinnamomeae, originaire de Chine centrale.

## Description[1]
C'est un buisson d'environ 2 mètres de haut, aux tiges lisses ou garnies d'aiguillons droits  et aux feuilles de 5 à 7 folioles arrondies.
Les fleurs simples roses à centre blanc, sur de courts pédoncules, sont isolées ou groupées en bouquets. Elles fleurissent de juin à mi-juillet et donnent de petits cynorrhodons ovoïdes de couleur rouge.